# 345 a.C.

## Eventos
- Marco Fábio Dorsuão e Sérvio Sulpício Camerino Rufo, cônsules romanos.
- Lúcio Fúrio Camilo é nomeado ditador pela segunda vez e escolhe Cneu Mânlio Capitolino Imperioso como seu mestre da cavalaria.